# Thomas Ghebrezghiher
Thomas Ghebrezghiher (* 14. April 1990 in Ulm) ist ein ehemaliger deutscher American-Football-Spieler auf der Position des Centers.

## Werdegang
Ghebrezghiher begann im Jahr 2004 bei den Ulm Sparrows mit dem American Football. Nachdem er zu Beginn in der Defensive Line gespielt hatte, wechselte er zunächst als Aushilfe in die Offensive Line. Dort kam er bereits früh als Center zum Einsatz, stand aber vereinzelt auch als Guard auf dem Platz. Zur Saison 2009 wechselte Ghebrezghiher zu den Kuchen Mammuts, wo er fünf Jahre lang in unterklassigen Ligen in Baden-Württemberg spielte. Von 2013 bis 2019 war er Teil der Neu-Ulm Spartans, mit denen er zeitweise in der drittklassigen Regionalliga Süd spielte. Darüber hinaus vertrat er die Spartans beim Buspulling, einer Sportart, bei der fünf Personen per Muskelkraft einen Bus von 16 Tonnen Gewicht über eine Strecke von 30 Metern gegen die Zeit ziehen. 2015 und 2016 wurde Ghebrezghiher süddeutscher Buspulling-Meister. Im Jahr 2020 unterschrieb er bei den Stuttgart Scorpions in der höchsten deutschen Spielklasse, der German Football League (GFL). Nachdem er bei den Scorpions die Vorbereitung (Offseason) verbracht hatte, kam er aufgrund der Absage der GFL-Saison wegen der COVID-19-Pandemie zu keinem Einsatz für die Stuttgarter.
Zur Premierensaison der European League of Football 2021 wurde Ghebrezghiher von der Stuttgart Surge unter Cheftrainer Martin Hanselmann verpflichtet. Der Schwabe kam als Stammspieler in neun Spielen auf der Position des Centers zum Einsatz. Am elften Spieltag zog er sich einen Innenbandanriss zu, weshalb er das letzte Saisonspiel verpasste. Es war sein erster verletzungsbedingter Ausfall in seiner Karriere. Ende April 2022 gab Stuttgart Surge die Verlängerung mit Ghebrezghiher für die Saison 2022 bekannt. Mit Surge beendete er die Saison sieglos auf dem letzten Rang der Central Conference. Ende Januar 2023 beendete er seine Karriere. Anschließend wurde er Trainer der Offensive Line bei den Neu-Ulm Spartans.

## Berufliches
Ghebrezghiher arbeitete früher als Türsteher in der Ulmer Gastronomieszene. Seit 2019 ist er Fachinformatiker bei der Porsche AG in Stuttgart. 2013 gründete er gemeinsam mit Sebastian Locher das Fairtrade Modelabel Papalapub mit Sitz in Neu-Ulm. Nachdem das Fair-Fashion-Projekt für einige Jahre stillgelegt war, wurde die Textildruckerei 2020 relaunched. Seit Januar 2020 führt er gemeinsam mit Antonio Petrone das Unternehmen. Während der COVID-19-Pandemie unterstützte er mit Papalapub unter dem Slogan „Support your Lokal“ die lokale Gastronomie.

## Privates
Ghebrezghiher hat vier Geschwister und eine Tochter. Er ist in Neu-Ulm wohnhaft.